# Benyefalva

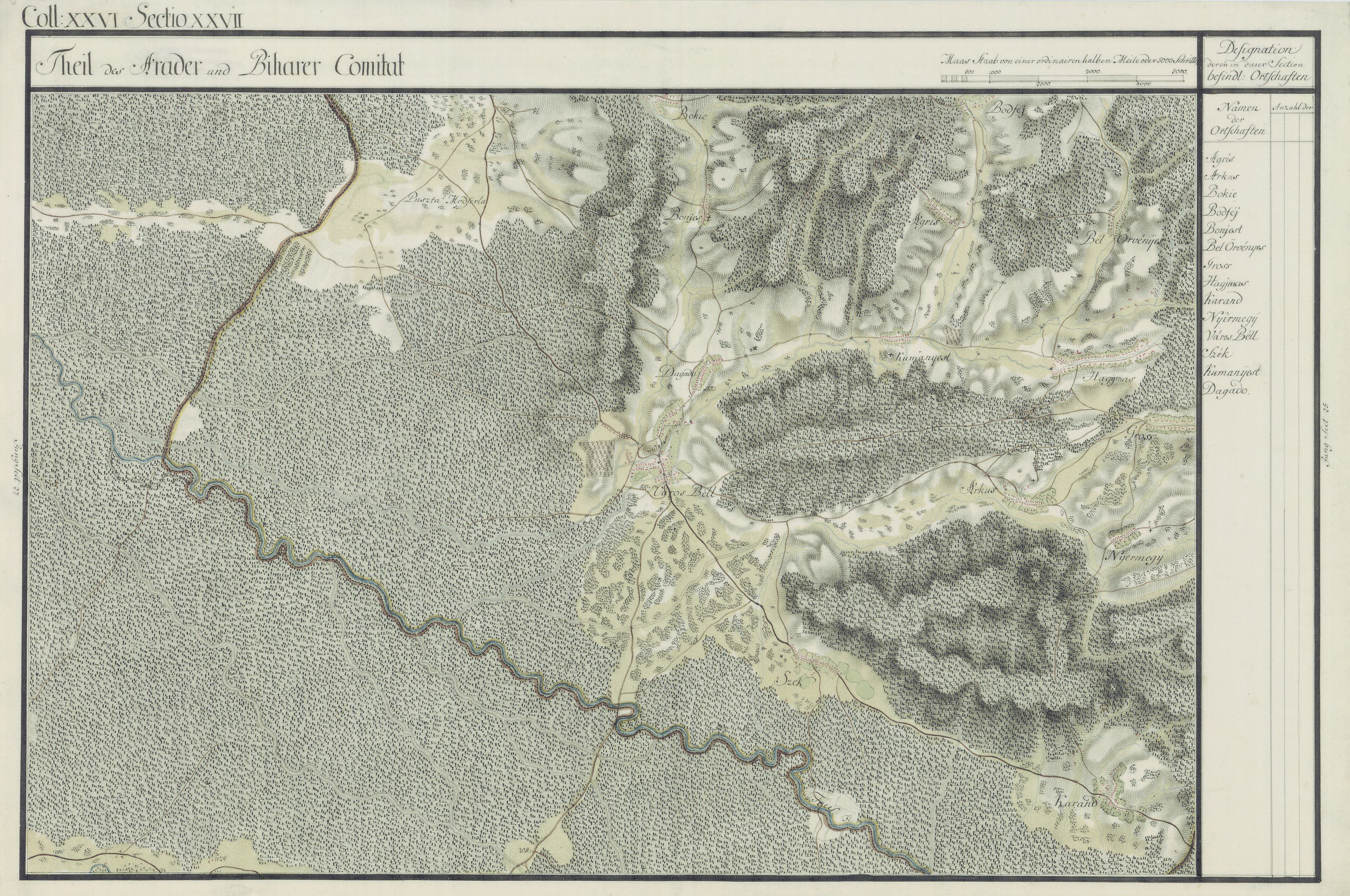
Benyefalva egy régi térképen

Benyefalva (Benești), település Romániában, a Partiumban, Arad megyében.

## Fekvése
Borosjenőtől északkeletre, a Béli-hegység alatt fekvő település.

## Története
Benyefalva nevét 1888-ban említette először oklevél Benyesd néven. Benyesd az 1800-as évek első felében a váradi 1. sz. püspökség birtoka volt, és a püspökségé volt még a 20. század elején is.
1910-ben 304 lakosából 296 román, 4 magyar volt. Ebből 300 görögkeleti ortodox, 4 izraelita volt.
A trianoni békeszerződés előtt Bihar vármegye Béli járásához tartozott.

## Nevezetességek
- Görög keleti temploma 1829-ben épült.